# Ross Antony
Ross Anthony Catterall, meglio noto come Ross Antony (Bridgnorth, 9 luglio 1974), è un cantante, ballerino e conduttore televisivo britannico.
Ex membro del gruppo musicale Bro'sis, costituitosi in Germania, vive e lavora tuttora in questo Paese.

## Biografia

### Primi anni
Nato in Inghilterra da una famiglia di artisti è salito sul palco per la prima volta all'età di tre anni. Ha preso subito lezioni di ballo e canto. Nel 1995, finita la scuola, si è diplomato, dopo un percorso di studi durato tre anni, presso la Guildford School of Acting for Music, Dance and Drama. Ha lavorato sia in pantomime sia in musicals della sua Inghilterra fino al 1997, trovando poi la consacrazione ad Aachen con la parte di Field Marshall nel musical Catharine. In Germania ha svolto numerosi ruoli di spicco come Claude nel musical Hair a Brema, Joseph nel musical Joseph and the Amazing Technicolor Dreamcoat ad Essen, e ancora Tabaluga nel musical di Peter Maffay Tabaluga & Lilli in Oberhausen.

### Carriera

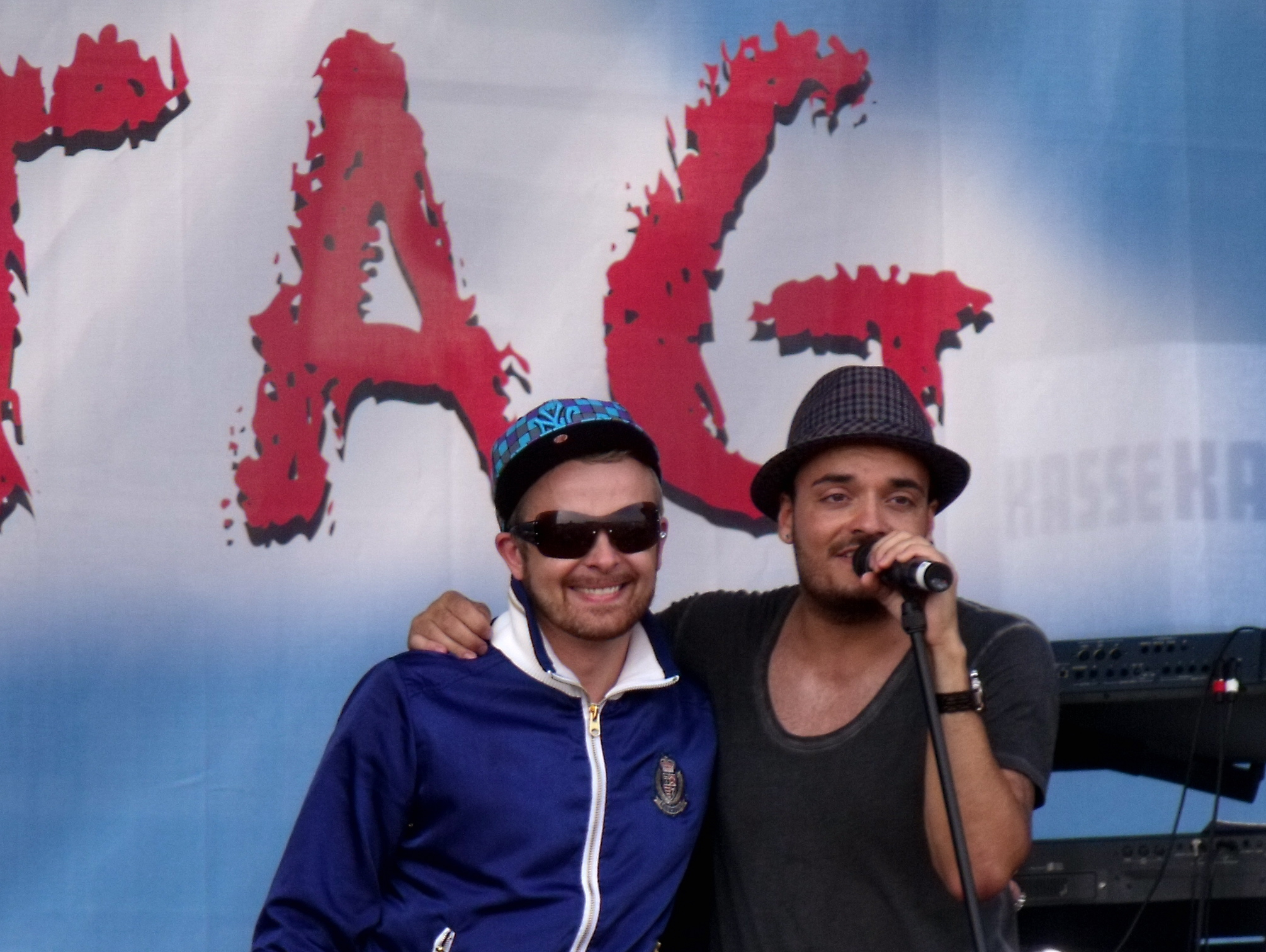
Ross Antony con Giovanni Zarrella nel 2010

### Bro'Sis
Ha partecipato alla seconda stagione del programma televisivo tedesco Popstars: arrivato terzo, è entrato a far parte della band Bro'Sis.

#### Solista
Anche prima di far parte del gruppo Bro'Sis, Ross Antony ha pubblicato alcuni singoli nel CD Tabaluga & Lila, in Intimate e …and that's the way it is.
Nel dicembre 2006 ha partecipato al musical Saturday Night Fever con il ruolo di "Bobby C".

### The Inside me

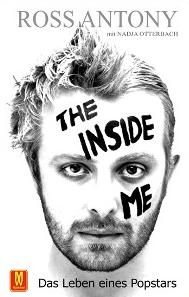
Copertina della biografia di Ross Antony "The Inside Me"

La biografia di Antony The inside me (in tedesco) è stata pubblicata il 18 marzo 2007; essa si tematizza in diverse aree che parlano di droga, abusi sessuali, amori, gioie e dolori. È stata pubblicata successivamente anche una versione in inglese.

### Televisione
Nel marzo 2006 è stata annunciata la notizia secondo cui Ross Antony avrebbe fatto il suo debutto cinematografico nel ruolo di Ryan Barkeepers in Zurück zu mir, insieme a Lilo Wanders. Il film, basato su un reale fatto di cronaca, avrebbe dovuto raccontare la storia d'amore del tedesco Marc e del russo Andrej. Nell'aprile 2006, a causa di motivi finanziari, la produzione è stata annullata.
All'interno della trasmissione Blitz su Sat.1-Sendung è stato trasmesso per diverse settimane il docu-reality Ross & Paul in Love, incentrato sul cantante e sul suo fidanzato. Nelle otto puntate la coppia è stata preparata al matrimonio.
Nel settembre 2006 Antony e la sua partner Nadja si sono piazzati al quarto posto nell'ambito dell'Ochsenrennen su ProSieben.
Dall'11 al 26 gennaio 2008 Ross Antony era nello show di RTL Ich bin ein star - Holt mich hier raus! ("Sono una star - Portami via di qui!") che l'ha visto infine vincitore davanti a Michaela Schaffrath (secondo posto) e Bata Illic (terzo posto).
Il 14 marzo 2008 è stato co-conduttore del programma televisivo musicale The Dome su RTL II.

## Vita privata
Nel 2006 Ross Antony si è sposato con il cantante lirico Paul Reeves.

## Discografia

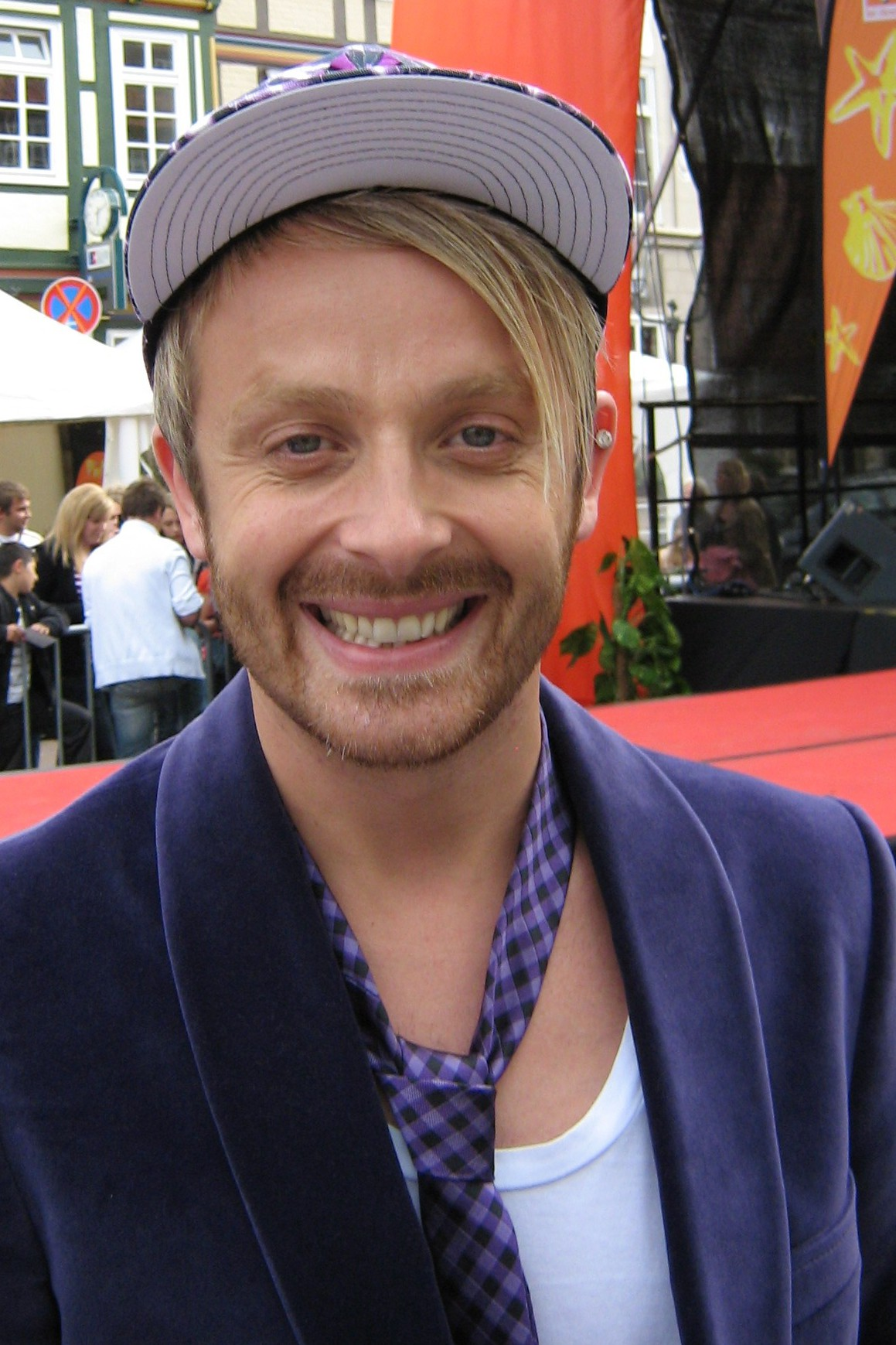
Ross Antony nel 2008

### Album da solista
- 2000 - …and that's the way it is
- 2001 - Intimate
- 2008 - Dschungel Wahnsinn Achim Petry feat. Dschungel Allstars
- 2008 - Endlich da
- 2010 - I Can't Dance Alone Giovanni Zarrella feat. Ross Antony
- 2013 - Meine Neue Liebe
- 2014 - Goldene Pferde
- 2014 - Winterwunderland – Ross Antony & Paul Reeves
- 2015 - Goldene Pferde (Very British Edition)
- 2016 - Tatort Liebe
- 2017 - Aber bitte mit Schlager
- 2019 - Schlager lügen nicht

### Singoli
- 2000 - …and That’s the Way It Is!
- 2001 - Intimate
- 2008 - Dschungel Wahnsinn Achim Petry feat. Dschungel Allstars
- 2008 - Endlich da (Musical-Single zum Musical Casino Pique Dame)
- 2009 - Zeig dein Gesicht – Teil des Charity-Projekts Alle für Alle
- 2010 - I Can’t Dance Alone – duetto con Giovanni Zarrella
- 2013 - Do You Speak English
- 2013 - Ding Ding Dong
- 2014 - Kettenkarussell
- 2014: Goldene Pferde
- 2016: Tatort Liebe
- 2017: Schneewalzer
- 2018: Picknick am See
- 2018: Ich bin, was ich bin
- 2018: Auf Einmal – Teil des Charity-Projekts Schlagerstars für Kinder
- 2019: 1000 und 1 Nacht (Tausendmal berührt)
- 2020: Willkommen im Club
- 2020: Goodbye Papa
- 2020: Fiesta Mexicana